# Velifer hypselopterus
Velifer hypselopterus är en fiskart som beskrevs av Bleeker, 1879. Velifer hypselopterus ingår i släktet Velifer och familjen Veliferidae. Inga underarter finns listade i Catalogue of Life.

## Bildgalleri

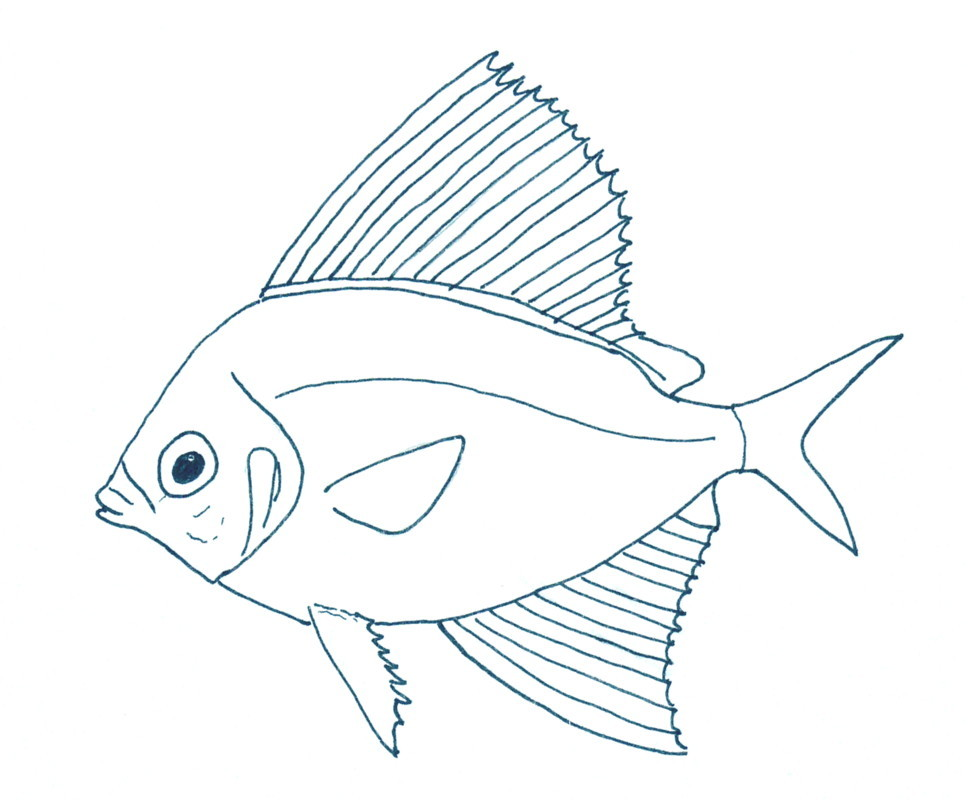